# District de Kanoashi
Le district de Kanoashi (鹿足郡, Kanoashi-gun) est un district de la préfecture de Shimane au Japon.
Selon l'estimation du 1er décembre 2011, sa population était de 14 915 habitants pour une superficie de 643,38 km2, donnant ainsi une densité de population de 23,2 hab./km2.

## Municipalités du district
- Tsuwano
- Yoshika